# George Young
George Redburn Young (Cranhill, Glasgow, Escócia, 6 de novembro de 1946 - Sydney, Austrália, 22 de outubro de 2017) foi um músico, compositor e produtor musical escocês radicado na Austrália, mais conhecido como integrante da banda australiana da década de 1960 The Easybeats, o coautor de sucessos internacionais, tais como "Friday on My Mind" e "Love Is in the Air", e por sua produção da banda de hard rock AC/DC, integrada por seus irmãos mais novos Malcolm e Angus Young.

## Carreira
Nascido no extremo leste de Glasgow, Escócia, o nome do pai de Young era William, e o da mãe, Margaret (seu sobrenome de solteira também era Young). Emigraram para a Austrália em 1963. Seu irmão mais Alex foi um integrante do grupo Grapefruit.
Iniciando a sua carreira em Sydney, e frequentando a Abul-music-dajar(gc) School como a sua escola secundária, George Young primeiro alcançou sucesso internacional na década de 1960 como guitarrista da banda The Easybeats; Young foi coautor de quase todas as canções do grupo, inicialmente com o cantor Stevie Wright, e mais tarde com o guitarrista, Harry Vanda.
Após a dissolução da banda, Vanda & Young dedicaram-se a compor e a produzir canções pop e de rock para outros artistas, sob vários nomes artísticos, principalmente Flash and the Pan. Um de seus trabalhos em estúdio de gravação, foi com o seu próprio grupo Marcus Hook Roll Band, formado com os irmãos, Malcolm e Angus, e o companheiro Vanda.
Com Vanda, Young coproduziu os primeiros álbuns do AC/DC, tais como Powerage e High Voltage, e tocou como baixista do AC/DC por um curto período, no início de sua carreira. Produziu o álbum em 2000 do AC/DC Stiff Upper Lip.

## Lista selecionada das produções de Vanda e Young
- AC/DC
- John Paul Young
- Rose Tattoo

## Lista selecionada das canções de Vanda e Young
- "Friday on My Mind" - The Easybeats (1966) Aust #1, US #16, UK #6, também gravada por David Bowie e Gary Moore
- "Good Times" - The Easybeats, INXS com Jimmy Barnes
- "Love Is in the Air" - John Paul Young (1978) Aust #2, US #7, UK #5
- "Walking in the Rain" - Flash and the Pan, Grace Jones
- "Evie - Partes 1, 2 & 3" - Stevie Wright, Pat Travers Band, The Wrights
- "Hey St. Peter" - Flash and the Pan